# 甲酸钪
甲酸钪是钪(III)的甲酸盐，化学式为Sc(HCOO)3，或写成Sc(HCO2)3。

## 性质
甲酸钪在210~380℃按下式分解：
4 Sc(HCOO)3 → Sc2O3 + Sc2O2CO3 + 6 H2↑ + 6 CO↑ + 5 CO2↑
在380~1000℃，碱式碳酸钪进一步分解为氧化钪和二氧化碳。
而Head等人认为甲酸钪的分解如下：
2 Sc(HCOO)3 → Sc2O3 + 6 CO↑ + 3 H2O